# Кам'янець-Подільський мішок
Кам'янець-Подільський мішок — наступальна операція радянських військ на території Хмельницької області під час Дніпровсько-Карпатської стратегічної наступальної операції, яка мала за мету оточення та знищення німецької 1-ї танкової армії генерала Г.-В. Губе.

## Хід операції

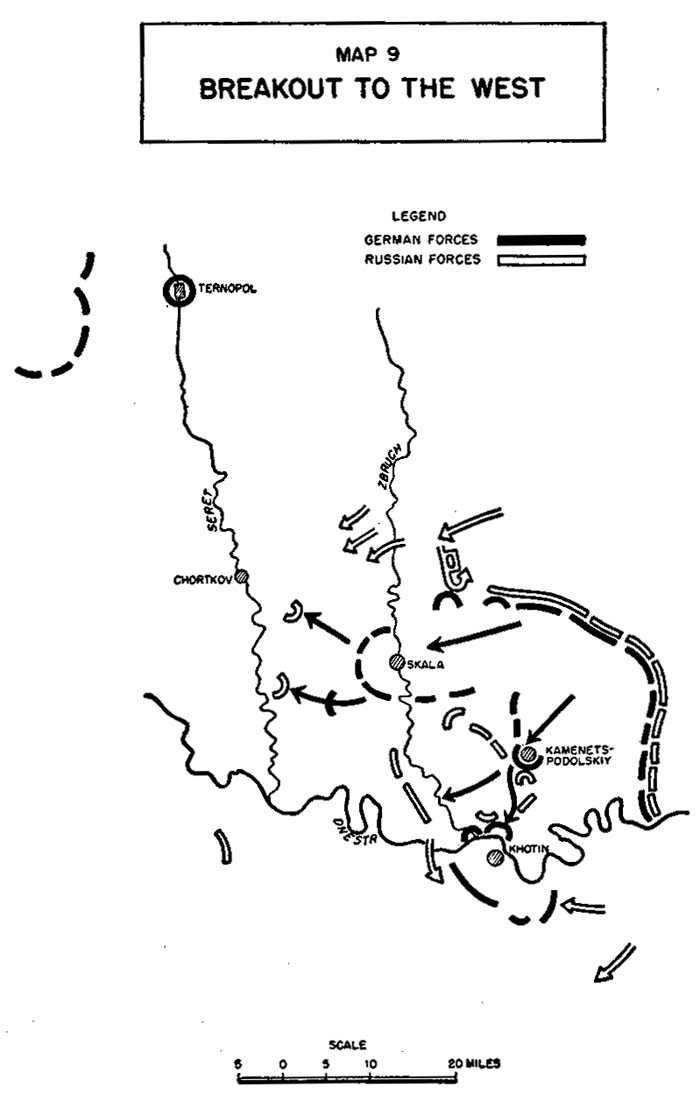
Німецький прорив на захід.

Навесні 1944 року в результаті проведення масштабних Проскурівсько-Чернівецької та Умансько-Ботошанської наступальних операцій війська 1-го (маршал Радянського Союзу І. С. Конєв) та 2-го Українських фронтів (маршал Радянського Союзу Жуков Г. К.) прорвалися у Західне Поділля й утворили загрозу оточення великого угруповання німецьких військ північніше міста Кам'янець-Подільський.
23 березня передові частини 1-ї радянської танкової армії захопили Чортків, 24 березня з ходу форсували річку Дністер, 29 березня — річку Прут і захопили Чернівці. Радянська 4-та танкова армія, здійснивши обхідний маневр із заходу, 26 березня оволоділа Кам'янець-Подільським. 3-тя гвардійська танкова армія вийшла в район Кам'янець-Подільського із сходу. Таким чином, 1-ша танкова армія Вермахту була відсічена від 4-ї танкової армії, а з виходом правофлангових з'єднань 2-го Українського фронту до Хотина виявилася оточеною на північ від Кам'янця-Подільського. В «мішку» опинилося значне угруповання ворожих військ (9 танкових та 10 піхотних дивізій, кілька окремих танкових та артилерійських формувань, загальною чисельністю до 200 000 чоловік).
Однак недостатня кількість сил, особливо танків, у 1-му Українському фронті не дозволила створити суцільний внутрішній фронт оточення, швидко розчленувати і знищити угруповання супротивника.
7 квітня війська німецької 1-ї танкової армії в районі Бучач (100 км на захід Кам'янець-Подільського) з'єдналися з військами німецької 4-ї танкової армії, що наносили контрудар на південь від Львова, таким чином успішно завершивши прорив. У ході прориву з оточення 1-ша танкова армія зазнала досить невеликі втрати — 5 878 загиблими та зниклими.

## Наслідки
За однією з розповідей старшої людини, німецькі війська залишили багатьох своїх ранених у місті та довколишніх селах, також значну кількість військових було взято в полон. Пораненого німця люди переховували на горі будинку, німець довго кричав і плакав, коли його залишали військові товариші. Будучи дитиною, німець пригощав оповідача шоколадом та показував фото своєї сім'ї. За словами оповідача, німець помер від ран, а його батьки поховали німця в полі на околиці міста. 

## Світлини

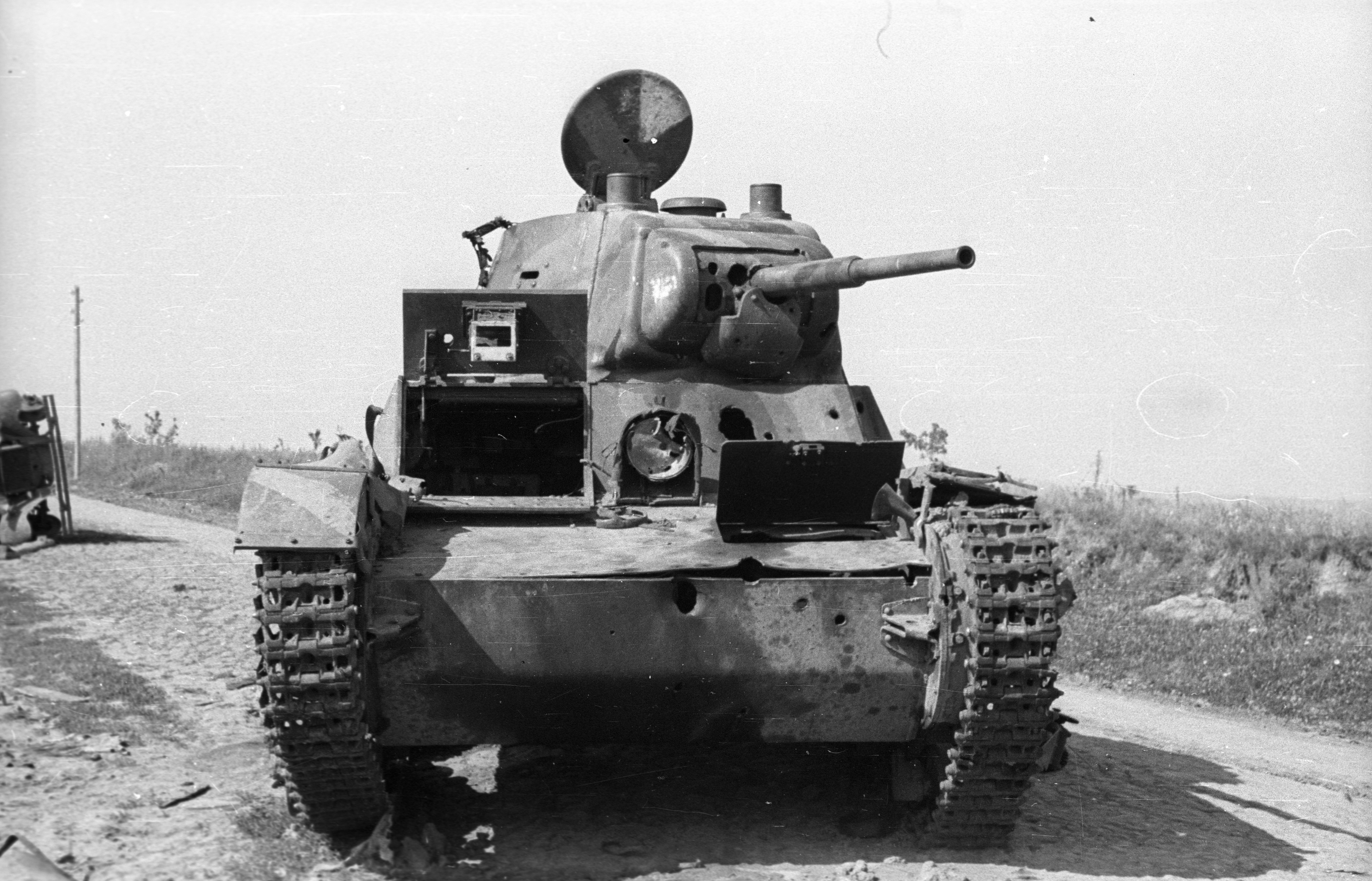
Збитий танк Т-26 на дорозі Кам'янець-Подільськ - Тульчин 1941 рік
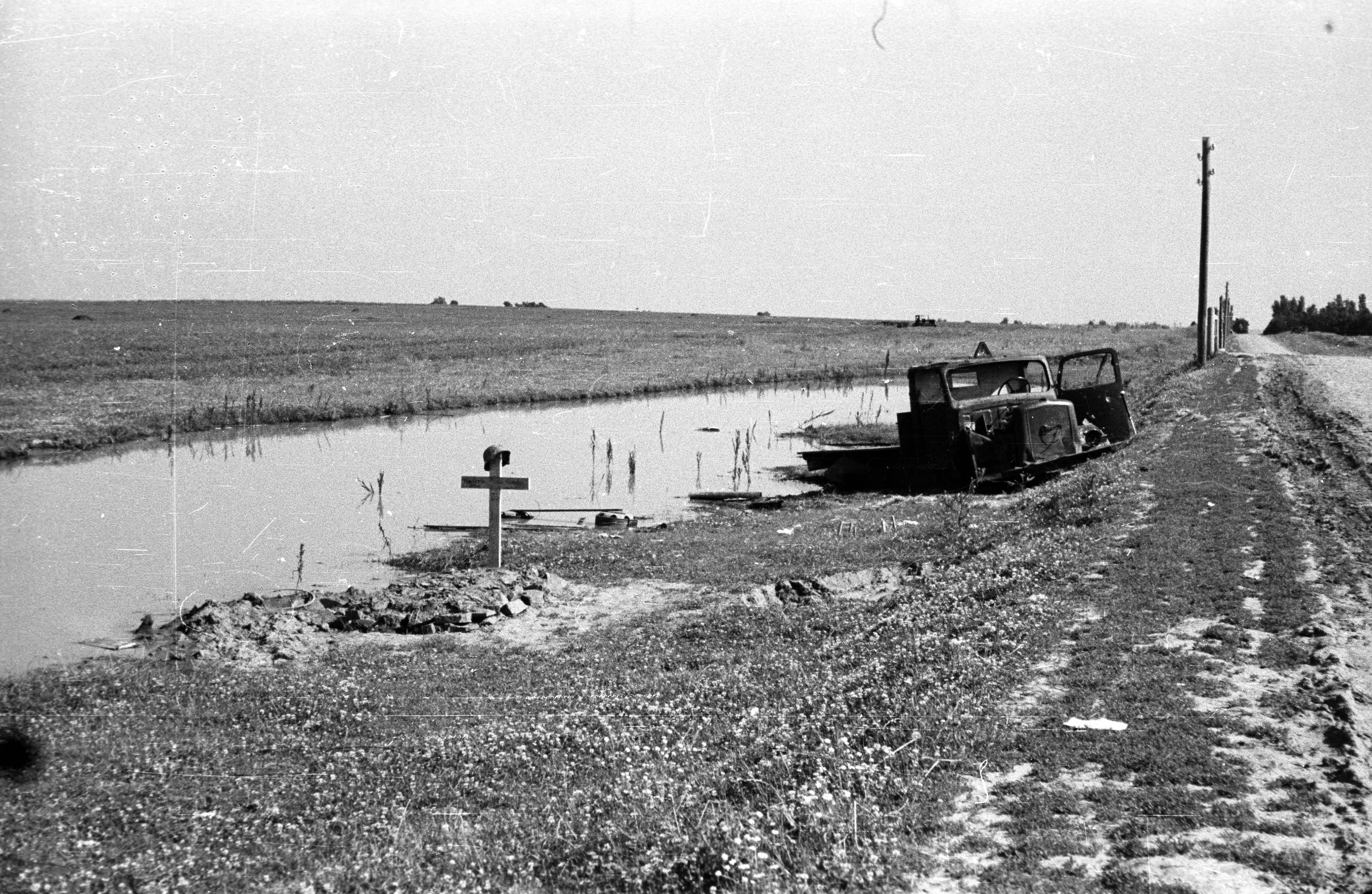
Солдатська могила та розстріляна вантажівка біля траси Кам’янець-Подільськ – Тульчин
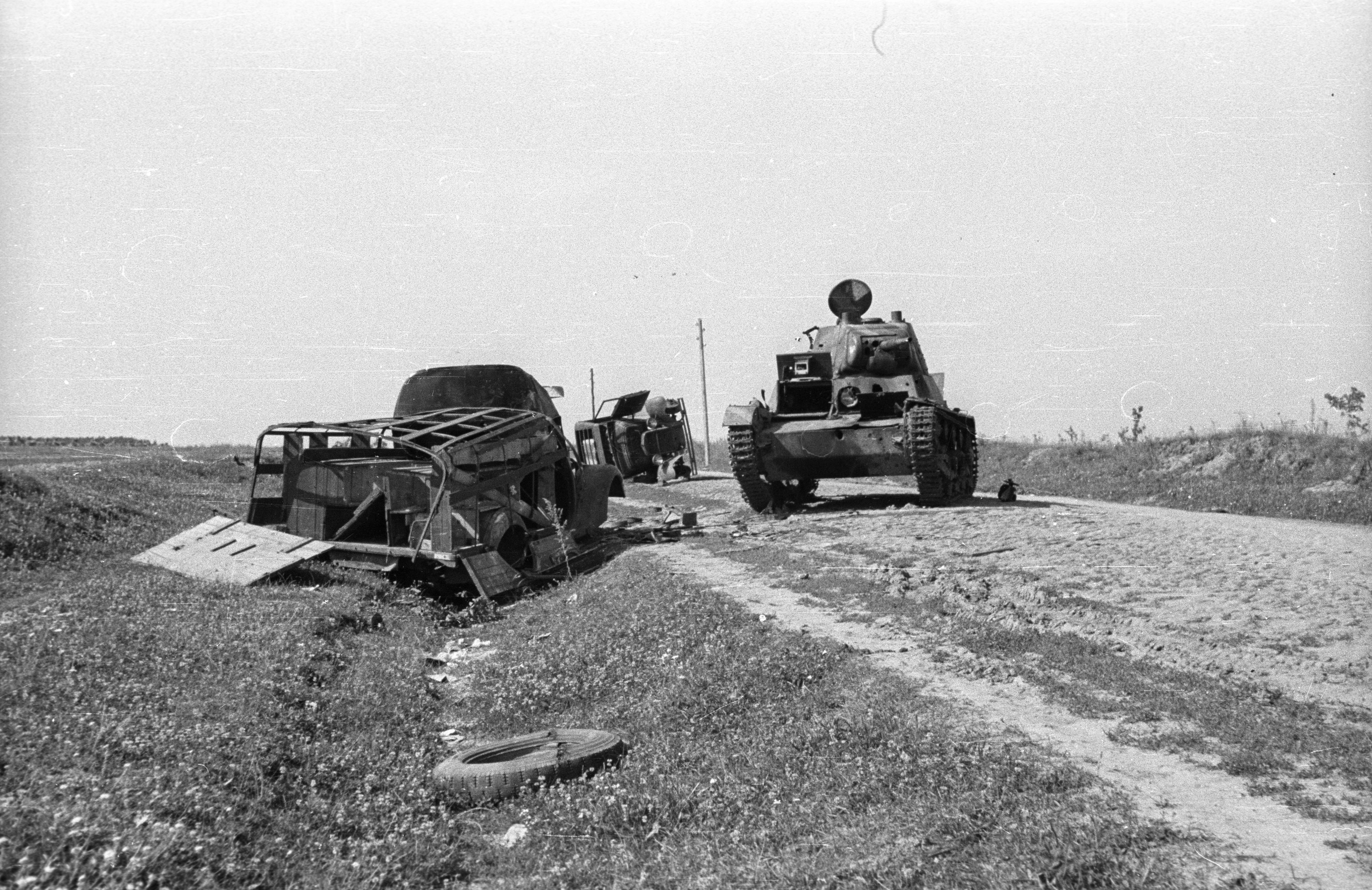
На трасі Кам’янець-Подільськ – Тульчин обстріляні вантажівки та танк Т-26
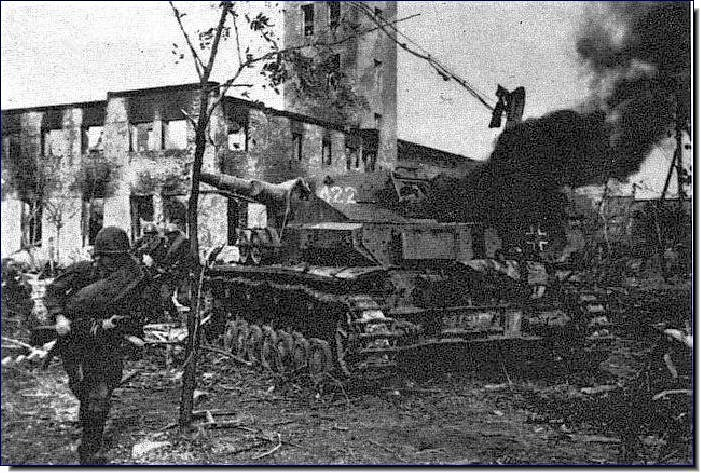
Радянські солдати проходять повз знищений Panzer IV у Тернополі
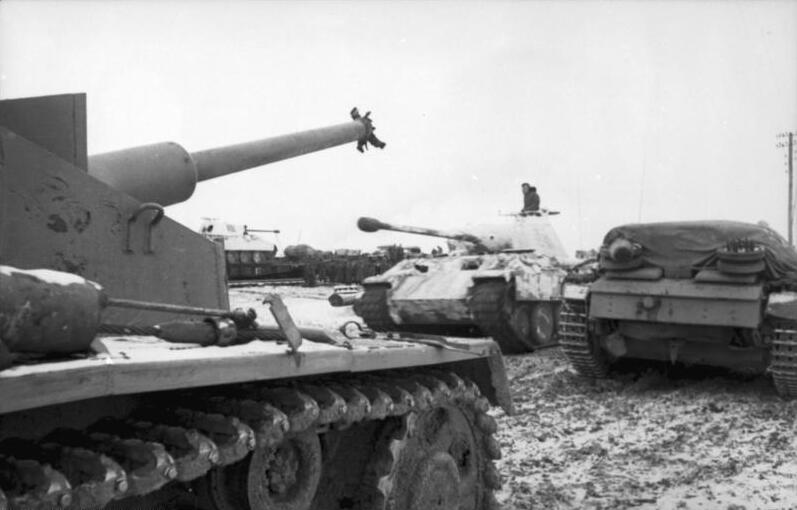
Танк Panzer V Panther проїжджає повз пошкоджений StuG III, березень 1944 року